# La vida nueva de Pedrito Andía
La vida nueva de Pedrito de Andía es una película española de 1965 dirigida por Rafael Gil y protagonizada por el popular cantante Joselito, Karin Mossberg y Carmen Bernardos. Está basada en la novela homónima de Rafael Sánchez Mazas.

## Reparto
- Joselito es Pedrito de Andía
- Karin Mossberg es Isabel
- Carmen Bernardos es Tía Clara
- José María Seoane
- Rafael Durán
- Elena Duque
- Lucía Prado
- Carlota Bilbao
- Concha Goyanes es Edurne
- Chonette Laurent
- María Jesús Corchero
- Soledad Gimeno
- Jaime Blanch es William Adanson
- María del Carmen González
- Mer Casas
- Luis Induni